# V366 Большого Пса
V366 Большого Пса (лат. V366 Canis Majoris) — одиночная переменная звезда в созвездии Большого Пса на расстоянии (вычисленном из значения параллакса) приблизительно 21276 световых лет (около 6523 парсеков) от Солнца. Видимая звёздная величина звезды — от +14,1m до +11,8m.

## Характеристики
V366 Большого Пса — красная пульсирующая полуправильная переменная звезда типа SRB (SRB) спектрального класса M. Эффективная температура — около 3200 К.